# موسکارین
موسکارین (به انگلیسی: Muscarine) با فرمول شیمیایی C۹H۲۰NO۲+ یک ترکیب شیمیایی با شناسه پاب‌کم ۹۳۰۸ است.

## نگارخانه

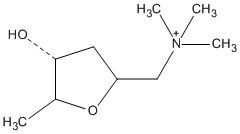
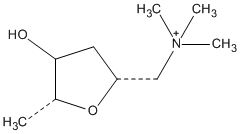